# Église Saint-Nazaire de Bernay-Saint-Martin
L'église Sainte-Nazaire est une église située à Bernay-Saint-Martin, dans le département français de la Charente-Maritime en région Nouvelle-Aquitaine.

## Historique
L'église est inscrite au titre des monuments historiques par arrêté du 22 août 1949.

## Galerie

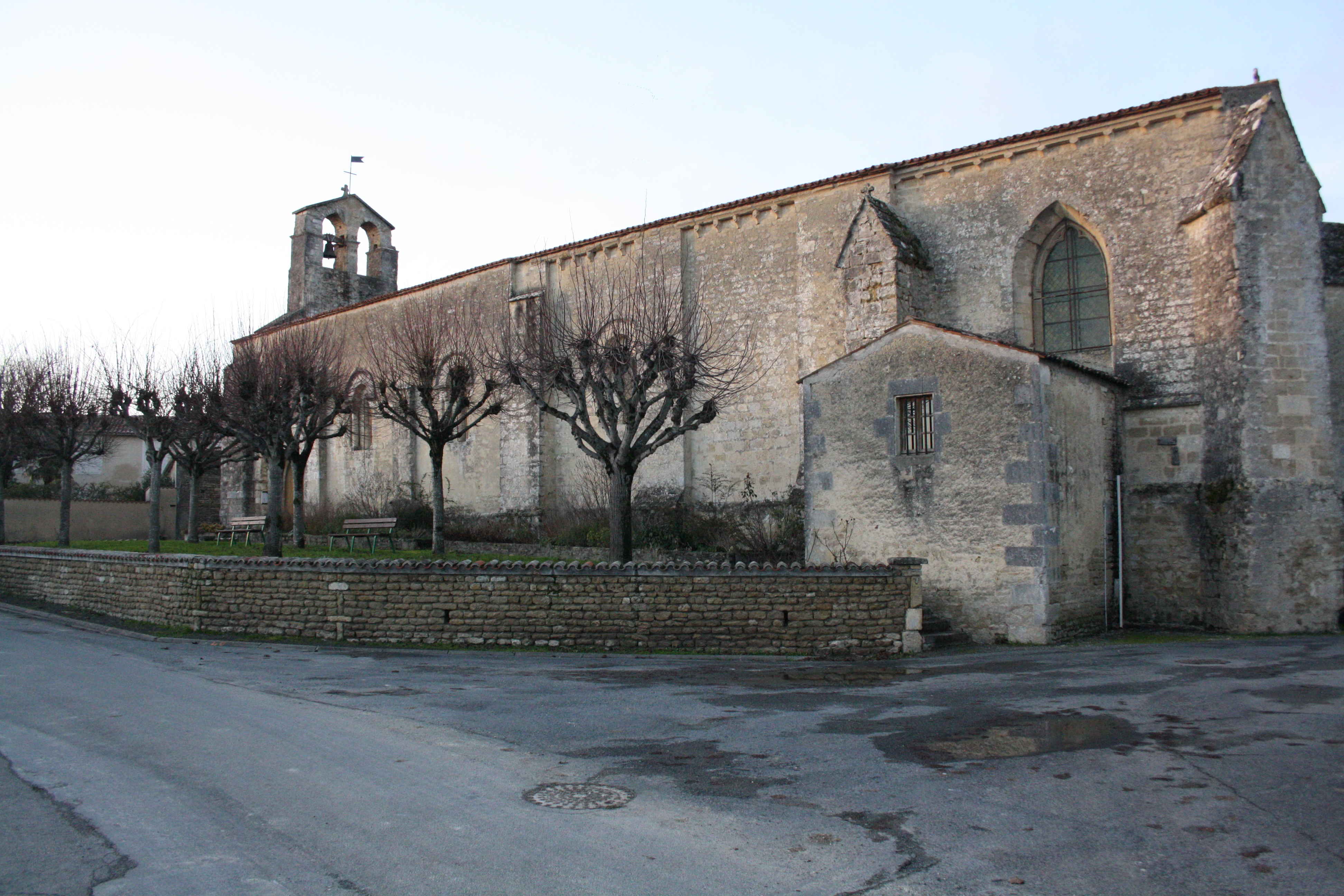